# Clowesia amazonica
Clowesia amazonica là một loài thực vật có hoa trong họ Lan. Loài này được K.G.Lacerda & V.P.Castro mô tả khoa học đầu tiên năm 1995.